# Sauber C32
Chronologie des modèles (2013)
Sauber C31 Sauber C33
La Sauber C32 est la monoplace de Formule 1 engagée par l'écurie suisse Sauber dans le cadre du championnat du monde de Formule 1 2013. Elle est pilotée par l'Allemand Nico Hülkenberg, en provenance de l'écurie Force India, et le Mexicain Esteban Gutiérrez, pilote essayeur de l'écurie depuis 2010 et pilote de GP2 Series depuis 2011. Le pilote essayeur est le Néerlandais Robin Frijns. Conçue par l'ingénieur Matt Morris, la C32 est une évolution de la Sauber C31 de la saison précédente. La monoplace a été présentée le 2 février 2013 à l'usine de l'écurie basée à Hinwil en Suisse.

## Création de la monoplace
Évolution de la Sauber C31 de 2012, la C32 se distingue de sa devancière par sa nouvelle livrée, presque entièrement noire, et par le cache esthétique dissimulant la cassure du nez de la monoplace. Toutefois, Matt Morris insiste sur le fait que l'équipe technique de l'écurie a « éliminer les faiblesses de la C31 », comme l'utilisation des pneus Pirelli en qualifications.
Sur un plan plus technique, la C32 se distingue par des pontons très étroits, qui ont été inspirés par l'accident de Sergio Pérez à Monaco en 2011, et par des flancs plus effilés, qui permettent un meilleur écoulement du flux d'air dans cette zone et à l'arrière de la monoplace.

## Résultats en championnat du monde de Formule 1
| Saison | Écurie         | Moteur              | Pneus   | Pilotes           | Courses | Courses | Courses | Courses | Courses | Courses | Courses | Courses | Courses | Courses | Courses | Courses | Courses | Courses | Courses | Courses | Courses | Courses | Courses | Points inscrits | Classement |
| Saison | Écurie         | Moteur              | Pneus   | Pilotes           | 1       | 2       | 3       | 4       | 5       | 6       | 7       | 8       | 9       | 10      | 11      | 12      | 13      | 14      | 15      | 16      | 17      | 18      | 19      | Points inscrits | Classement |
| ------ | -------------- | ------------------- | ------- | ----------------- | ------- | ------- | ------- | ------- | ------- | ------- | ------- | ------- | ------- | ------- | ------- | ------- | ------- | ------- | ------- | ------- | ------- | ------- | ------- | --------------- | ---------- |
| 2013   | Sauber F1 Team | Ferrari V8 Type 056 | Pirelli |                   | AUS     | MAL     | CHI     | BAH     | ESP     | MON     | CAN     | GBR     | ALL     | HON     | BEL     | ITA     | SIN     | COR     | JAP     | IND     | ABU     | USA     | BRÉ     | 57              | 7e         |
| 2013   | Sauber F1 Team | Ferrari V8 Type 056 | Pirelli | Nico Hülkenberg   | Np      | 8e      | 10e     | 12e     | 15e     | 11e     | Abd     | 10e     | 10e     | 11e     | 13e     | 5e      | 9e      | 4e      | 6e      | 19e*    | 14e     | 6e      | 8e      | 57              | 7e         |
| 2013   | Sauber F1 Team | Ferrari V8 Type 056 | Pirelli | Esteban Gutiérrez | 13e     | 12e     | Abd     | 18e     | 11e     | 13e     | 20e*    | 14e     | 14e     | Abd     | 14e     | 13e     | 12e     | 11e     | 7e      | 15e     | 13e     | 13e     | 12e     | 57              | 7e         |

Légende : ici
- * Le pilote n'a pas terminé la course mais est classé pour avoir parcouru plus de 90 % de la distance de course.